# ケビン・トンプソン
ケビン・トンプソン（Kevin Deshawn Thompson, 1979年9月18日 - ）は、MLBの外野手。最終所属はピッツバーグ・パイレーツ。右投右打。アメリカ合衆国テキサス州フォートワース出身。

## 経歴
1998年、ミネソタ・ツインズから18巡目（全体529位）でドラフト指名を受けるが、これを断り、契約には至らず。翌1999年、ニューヨーク・ヤンキースから31巡目（全体951位）でドラフト指名を受け、2000年6月7日契約成立。
2003年、A＋・AA級合計で130試合 ・ 出塁率.352 ・ 63盗塁の好成績を挙げる。2005年、AA・AAA級合計で139試合 ・ 打率.297 ・ 14本塁打 ・ 71打点 ・ 出塁率.394 ・ OPS.877 ・ 43盗塁をマーク、マイナーにおいて着実に成長を遂げる。
プロ7年目の2006年6月3日、ようやくメジャー・デビューを果たす。ほんのわずかな出場機会だったが、打率.300に加え、メジャー初本塁打も放っている。2007年もシーズンの大半をマイナー（AAA）で過ごし、9月7日トレードによりオークランド・アスレチックスへと移籍。10月15日再びトレードされピッツバーグ・パイレーツに入団。

## 選手としての特徴
マイナー通算2744打数で打率.276 ・ 出塁率.365 ・ 229盗塁と言う数字を残しており、ベースボール・プロスペクタス誌の評価グラフでも打撃・四球が高値を示している。更に、スピードに至っては突出している。

## 年度別打撃成績
| 年度 | 球団 | 試 合 | 打 数 | 得 点 | 安 打 | 二 塁 打 | 三 塁 打 | 本 塁 打 | 塁 打 | 打 点 | 盗 塁 | 盗 塁 死 | 犠 打 | 犠 飛 | 四 球 | 敬 遠 | 死 球 | 三 振 | 併 殺 打 | 打 率 | 出 塁 率 | 長 打 率 | O P S |
| ---- | ---- | ----- | ----- | ----- | ----- | -------- | -------- | -------- | ----- | ----- | ----- | -------- | ----- | ----- | ----- | ----- | ----- | ----- | -------- | ----- | -------- | -------- | ----- |
| 2006 | NYY  | 19    | 30    | 5     | 9     | 3        | 0        | 1        | 15    | 6     | 2     | 0        | 1     | 0     | 6     | 0     | 0     | 9     | 0        | .300  | .417     | .500     | .917  |
| 2007 | ☆    | 22    | 35    | 4     | 5     | 3        | 0        | 0        | 8     | 3     | 0     | 0        | 0     | 0     | 3     | 0     | 0     | 13    | 0        | .143  | .211     | .229     | .440  |
| 通算 | 2年  | 41    | 65    | 9     | 14    | 6        | 0        | 1        | 23    | 9     | 2     | 0        | 1     | 0     | 9     | 0     | 0     | 22    | 0        | .215  | .311     | .354     | .665  |

☆NYY→OAK

## 参考資料
1. ↑  Kevin Thompsonbaseball prospectus.com , 2008年2月20日閲覧。